# NGC 3739
NGC 3739 é uma galáxia espiral (Sbc) localizada na direcção da constelação de Leo. Possui uma declinação de +25° 05' 19" e uma ascensão recta de 11 horas, 35 minutos e 37,5 segundos.